# ماذا حدث لسانتياغو (فلم)
ماذا حدث لسانتياغو (بالإسبانية: Lo que le pasó a Santiago)، هُو فيلم بورتوريكي صدر سنة 1989، أخرجه وكتب نصه المُخرج جاكوبو موراليس. يُعد فيلم ماذا حدث لسانتياغو الفيلم الأول والوحيد في تاريخ البلاد الذي يُرشح للتنافس على جائزة الأوسكار لأفضل فيلم بلغة أجنبية.

## وصلات خارجية
- مقالات تستعمل روابط فنية بلا صلة مع ويكي بيانات